# Le onde (album)
Le onde è un album del 1996 di Ludovico Einaudi.
Registrato tra il 15 e il 18 giugno 1996 alla Villa Giulini di Briosco (MB) per BMG Ricordi è, secondo alcuni, uno dei lavori migliori del pianista.
Il titolo è ispirato all'omonimo romanzo di Virginia Woolf.

## Descrizione
Nel booklet interno si può leggere il pensiero di Einaudi come una chiave di lettura del disco:
Furono 38 le copie ordinate dai negozi di dischi al momento dell'uscita. Dopo poche settimane, invece, l'album raggiunse le quindicimila copie vendute.
Nel 2007 l'album è stato ristampato in edizione discbox slider, più economica e in cartone.
La prima traccia, Canzone popolare, è una reinterpretazione di una composizione francese del XVI Secolo di cui non si conosce l'autore.

## Tracce
1. Canzone popolare (Francia, 1500 ca.) – 0:57
2. Le onde – 4:55
3. Lontano – 4:49
4. Ombre – 5:23
5. La linea scura – 4:53
6. Tracce – 3:57
7. Questa notte – 5:10
8. Sotto vento – 7:02
9. Dietro l'incanto – 4:46
10. Onde corte – 3:22
11. La profondità del buio – 3:52
12. Passaggio – 4:46
13. L'ultima volta – 4:24

Durata totale: 58:16

## Influenza culturale
- Alcuni brani dell'album sono presenti nel film Aprile di Nanni Moretti.
- La base pianoforte del brano Le onde fu utilizzata dal duo Hip-Hop italiano Duplici per la canzone 21 Grammi.